# Gare d'Artix
La gare d'Artix est une gare ferroviaire française de la ligne de Toulouse à Bayonne, située sur le territoire de la commune d'Artix, dans le département des Pyrénées-Atlantiques en région Nouvelle-Aquitaine.
C'est une gare de la Société nationale des chemins de fer français (SNCF) desservie par des trains régionaux TER Nouvelle-Aquitaine.
La gare d’Artix est mise en service en 1863 par la Compagnie des chemins de fer du Midi, lors de l’ouverture de la section de ligne entre Pau et Puyoô.

## Situation ferroviaire
Établie à 108 mètres d'altitude, la gare d'Artix est située au point kilométrique (PK) 236,034 de la ligne de Toulouse à Bayonne, entre les gares ouvertes aux voyageurs de Pau et d'Orthez.

## Histoire
Au XIXe siècle la gare servait principalement à l'acheminement de produits agricole et au transport des ouvriers, le village d'Artix était à l'époque une petite bourgade rurale et agricole.
Au fil du XXe siècle, la gare d’Artix a vu diminuer le trafic de marchandises au profit du transport de voyageurs, en particulier avec la motorisation progressive du monde rural et l’évolution des flux économiques dans le Béarn.
Dans les années 1930, la gare est intégrée au réseau national lors de la création de la SNCF en 1938, remplaçant la Compagnie des chemins de fer du Midi
Au lendemain de la Seconde Guerre mondiale, la modernisation de la ligne Pau–Bayonne permet d’améliorer la fréquence et la régularité des dessertes, contribuant au maintien de la gare d’Artix comme halte de proximité pour les actifs et les scolaires.
Dans les années 2000, la gare bénéficie de nouveaux équipements avec l’installation d’un distributeur automatique de billets et d’un affichage dynamique pour les horaires.
En 2015, un réaménagement complet des abords est réalisé : création d’un parking gratuit, d’emplacements pour vélos, d’un accès facilité aux bus interurbains et d’un parvis sécurisé, afin de favoriser l’intermodalité.

## Fréquentation
La fréquentation annuelle de la gare d’Artix est publiée par la SNCF via son portail Open Data. Les chiffres ci-dessous correspondent au nombre total d’entrées et de sorties, incluant les voyageurs ainsi que les accompagnateurs ou usagers non-voyageurs.
| Année | Entrées et sorties |
| ----- | ------------------ |
| 2015  | 58 670             |
| 2016  | 59 214             |
| 2017  | 59 780             |
| 2018  | 58 896             |
| 2019  | 59 671             |
| 2020  | 35 012             |
| 2021  | 45 678             |
| 2022  | 57 460             |
| 2023  | 60 017             |

## Service des voyageurs

### Accueil
Gare SNCF, elle dispose d'un bâtiment voyageurs, avec guichet, ouvert tous les jours. Elle est équipée d'automates pour l'achat de titres de transport.

### Desserte
Artix est desservie : par des trains TER Nouvelle-Aquitaine.

### Intermodalité
Un parking gratuit de 82 places est aménagé.
Un box à vélos gratuits.
Desserte Mobilacq sur réservation.
Desserte cars interurbains. Lignes de bus 520 Pau-Orthez et 522 Pau-Artix-Mourenx.